# めるぷり メルヘン☆プリンス
『めるぷり メルヘンプリンス』は、樋野まつりによる日本の漫画作品。『LaLa』（白泉社）にて2002年8月号から2004年9月号まで連載された。単行本は花とゆめコミックスから全4巻。

## あらすじ
恋に夢見る女子高生、星名愛理はある日迷子の少年アラムと出会う。しかし、わずか7歳の彼は実は魔法王国の王子だった。兄により暗闇に入ると一気に体が成長するという魔法をかけられたアラムは、愛理の持つ手鏡からこちらの世界に避難してきて……。

## 登場人物
※キャストはドラマCD版のもの。
星名 愛理（ほしな あいり）
声：折笠富美子
主人公。恋に夢見がちで理想が高過ぎるため彼氏ができない、15歳の少女。両親は仕事の都合で海外で生活しており、階下に祖父母が暮らしているが、生活のリズムが違ったり、世界一周旅行に出かけたりしているため普段は顔を合わせることはない（実際に漫画での登場はない）。
通学途中に魔法王国からやってきたばかりのアラムと出会い、連れの連絡を待っているというアラムを一人には出来ず面倒をみることになる。そして否応なしに魔法王国の人物たちと関わることになる。
またレイの証言により、彼女の祖先が魔法王国を裏切った王女であるが判明。このことが後にラズの復讐劇を招く要因となる。
先祖代々受け継がれてきた七芒星の鏡によって、自分の生まれ育った世界と魔法王国アステールを行き来することが出来る。
アラム（アステール＝エイ＝ダイモニア・エウカリスティア・アラム）
声：甲斐田ゆき（子供） / 緑川光（大人）
魔法王国アステールの第二王子。7歳。ジェイルにより暗闇に入ると体が成長する魔法をかけられてしまい、愛理の住む世界に一時避難してきた。この魔法は乙女のキス（アラムの場合は愛理のキス）で解くことが出来る。魔法王国で捕われた愛理を救うために彼女と結婚の誓約を交わしたが、正統な婚約者のマリアベル達によって愛理の記憶を消されてしまう。最終的に愛理がアラムの心臓に口づけることで記憶を取り戻した。
愛理とオムライスとピカレンジャーが好き。
ジェイル（アステール＝エイ＝ダイモニア・エウカリスティア・ジェイル）
声：岸尾大輔
アラムの異母兄で王国魔導軍総帥。19歳。アラムに魔法をかけたその人である。女好き。妖精のマルルを傍に置いている。
初めて愛理に出会った時に彼女がバスタオル一枚であったことから、愛理を第25婦人候補に、続けて未来の第一婦人にする、と宣言。愛理を山百合の乙女と呼び、何かと彼女をものにしようとするが、結局その恋が叶うことはなかった。後に王位を継ぎ、レイの姉ネイと結婚して二児をもうける。
一時期、愛理の学校にメソポタミア語担当教師として乱入した。
レイ（ヘーシュキア・レイ＝リプリ）
声：佐々木望
アラムの付き人で宰相補佐官。国を裏切ったクリスネレ王女の血を引く愛理とアラムの関係をよく思っておらず、物語の序盤では愛理を牽制してきた。二人が結婚の誓約を交わした後も、アラムから愛理の記憶を意図的に消して正統な婚約者との婚姻を勧める者たちの一人となる。
ちなみにジェイルの初恋の人である。
仲央路（なかおうじ）
愛理のクラスメイトで理想の人。愛理に好意を寄せていた。実は魔法王国の七王家を最初に定めたとされる偉大な大魔術師の直系。
ラズ（ゼーロテュヒア・ラザルード）
愛理の祖先であるクリスネレ王女が結婚するはずであったゼーロテュヒア侯の子孫。王女が裏切らなければ、彼の父が王位につくはずであった。ラズの一族の権力が失われたのにも関わらず、王家を捨てた王女の子孫である愛理が再び権力を得ることを妬み憎んでいる。そのために愛理を殺そうとするがアラムに阻まれる。マリアベルに小箱を渡しアラムの記憶を消させた（真の黒幕はアラムの母である）。実は愛理に惹かれていた。
マリアベル（カルディア・マリアベル）
魔法王国のアラムの正統な婚約者。結婚の誓約により愛理に正妻の座を奪われたことに納得がいかず、アラムの記憶を消すことにより二人を別れさせようと画策する。
クリスネレ（アステール＝エイ＝ダイモニア・ラトレイア・クリスネレ）
愛理の先祖。魔法王国のラトレイア王家の王女だったが、愛する男と一緒になるために七王家が定めた結婚を破棄し、王位継承権を捨てて王国より逃亡した。そのせいでラトレイア王家は滅亡し、正統な婚約者だったラズの曾祖父とその一族は権力を失った。

## 書誌情報
- 樋野まつり『めるぷり メルヘンプリンス』白泉社〈花とゆめコミックス〉、全4巻
  1. 2003年2月5日発売[1]、『LaLa』2002年8月号 - 12月号、ISBN 978-4-592-17088-4
  2. 2003年9月5日発売[2]、『LaLa』2003年1月号、2月号、4月号 - 7月号、ISBN 978-4-592-17085-3
  3. 2004年4月5日発売[3]、『LaLa』2003年8月号、11月号 - 2004年2月号、ISBN 978-4-592-17086-0
    - 特別編（『LaLa』2003年3月号）

  4. 2004年10月5日発売[4]、『LaLa』2004年3月号、5月号 - 9月号、ISBN 978-4-592-17087-7

## ドラマCD
2004年7月雑誌付属の「創刊28周年LaLaメモリアル★ドラマCD」においてショートドラマ化された。